# Ференц Рајхл
Ференц Рајхл (мађ. Raichle J. Ferenc; Апатин, 23. фебруар 1869 — Будимпешта, 12. април 1960) био је мађарски архитекта, колекционар уметничких предмета и уметник. Живео је у Суботици, Сегедину и Будимпешти.

## Биографија
Студије архитектуре завршио је у Будимпешти. Након школовања, као двадесетдвогодишњак, упутио се на студијско путовање по Европи и потом 1896. настанио у Суботици. Жени се ћерком утицајног суботичког адвоката, посланика у тадашњој Градској скупштини Суботице. Веома брзо почиње да добија послове, поред зграде Суботичке гимназије и зграде Националне касине, на купљеном плацу у самом центру града, почиње да гради и две палате - једну за потребе своје породице, а другу за најам. Палата коју је пројектовао за своју породицу - Рајхлова палата, једно је од најраскошнијих дела суботичке сецесије. У изградњу и украшавање ове куће, Ференц Рајхл уложио је целокупну имовину. Покушао је да се бави и другим пословима, па је отворио и циглану. Међутим, послови му нису ишли од руке. Банкротирао је, његова имовина продата је на лицитацији, а Рајхл се са породицом преселио у Сегедин 1908. године, где поново покушава да изгради каријеру. Ради пројекте за неколико зграда у Сегедину, које се и данас убрајају и најлепше украсе овог града. Након Првог светског рата преселио се у Будимпешту у којој до краја живота није урадио ни један значајнији пројекат.
Умро је 1960. године. Сахрањен је на гробљу Фаркашрети у Будимпешти.

## Каријера
На самом почетку каријере, Рајхл је био под утицајем архитектуре Беча и Берлина. Међутим, веома брзо се окреће мађарској сецесији, која је у то време била у успону. Највећи број зграда, Рајхл је урадио управо у духу мађарске сецесије, богато користећи мотиве који одликују овај правац и материјале за украшавање фасаде, првенствено производе фабрике Жолнаи. Сматра се да су на њега утицали тада водећи мађарски архитекти Еден Лехнер и Еде Мађар, као и још један Апатинац - Ђула Партош.

### Суботички период
Најважније зграде које је пројектовао током живота у Суботици су: Зграда Градске библиотеке у Суботици (првобитно зграда Националне касине), Зграда Гимназије у Суботици, Конен вила на Палићу, Палата Рајхл у Суботици, најамна палата Рајхл, зграда католичке цркве у Бачкој Тополи, градска кућа у Апатину. Велики број ових зграда представљају споменике културе и стављене су под заштиту државе.

### Сегедински период
За своју породицу, Рајхл је и у Сегедину саградио кућу, па у овом граду постоји истоимена зграда, као и у Суботици - Рајхлова Палата. Поред ове зграде, познате су још и Гроф палата, Морис кућа и Ваштаг кућа.

## Галерија фотографија
- Градска библиотека, Суботица
- Дворишна страна Палате Рајхл, Суботица
- Палата Рајхл, Суботица
- Морис кућа, Сегедин
- Ваштаг кућа, Сегедин
- Гроф палата, Сегедин